# Lịch sử Ai Cập thuộc Anh

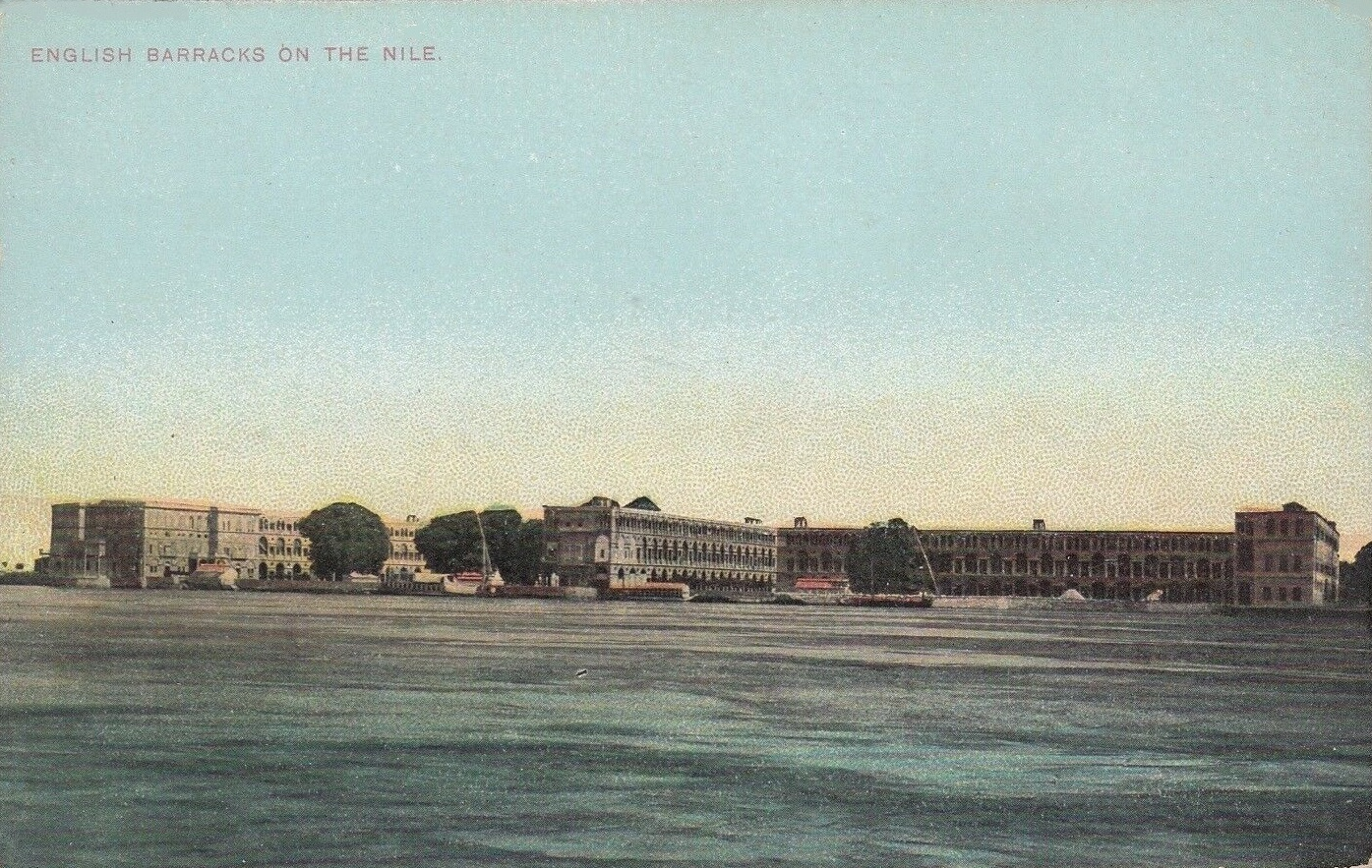
Doanh trại của Anh trên sông Nile.

Lịch sử Ai Cập thuộc Anh kéo dài từ năm 1882, khi Ai Cập bị quân đội Anh chiếm đóng trong Chiến tranh Anh-Ai Cập, cho đến năm 1956, khi các lực lượng đóng quân cuối cùng của Anh rút lui theo Thỏa thuận Anh-Ai Cập 1954 sau cuộc khủng hoảng Suez. Thời gian đầu cai trị của Anh (1882 đến 1914) thường được gọi là "sự bảo hộ trong che giấu". Trong thời gian này, Khedive của Ai Cập vẫn còn là một tỉnh tự trị của Đế chế Ottoman, và sự chiếm đóng của Anh không có cơ sở pháp lý nhưng được coi là "sự bảo hộ trên thực tế" (de facto) đối với đất nước này. Tình trạng trên kéo dài cho đến khi Đế quốc Ottoman tham gia Chiến tranh thế giới thứ nhất và về phía phe Liên minh Trung tâm vào tháng 11 năm 1914 và Anh đơn phương tuyên bố bảo hộ Ai Cập. Nhà lãnh đạo của khedive đang cầm quyền đã bị phế truất và người kế vị của ông, Hussein Kamel, bị buộc phải tuyên bố mình là Sultan của Ai Cập độc lập với Ottoman vào tháng 12 năm 1914.
Sự bảo hộ chính thức đối với Ai Cập không kéo dài lâu hơn cuộc chiến. Nó đã kết thúc với bản Tuyên ngôn Độc lập Ai Cập vào ngày 28 tháng 2 năm 1922. Ngay sau đó, Sultan Fuad I tự tuyên bố là vua Ai Cập, nhưng Anh vẫn tiếp tục chiếm đóng Ai Cập theo một số điều khoản phụ trong bản tuyên bố độc lập. Tình hình đã được bình thường hóa trong Hiệp ước Anh-Ai Cập 1936, trao cho Anh quyền đóng quân ở Ai Cập để bảo vệ kênh đào Suez, liên kết với Đế quốc Ấn Độ. Anh cũng tiếp tục kiểm soát việc huấn luyện quân đội Ai Cập. Trong Chiến tranh thế giới thứ hai (1939 đến 1945), Ai Cập đã bị Libya của Ý tấn công vì sự hiện diện của Anh tại Ai Cập, mặc dù chính Ai Cập vẫn giữ tính trung lập cho đến cuối cuộc chiến. Sau chiến tranh, Ai Cập đã sửa đổi hiệp ước, nhưng nó đã bị các chính phủ chống lại Anh bãi bỏ hoàn toàn vào tháng 10 năm 1951. Sau cuộc đảo chính năm 1952, người Anh đã đồng ý rút quân và đến tháng 6 năm 1956, Anh đã thực hiện điều này. Anh đã tiến hành chiến tranh chống Ai Cập thông qua kênh đào Suez vào cuối năm 1956, nhưng không đủ sự ủng hộ của quốc tế nên đã bị buộc phải dừng lại.